# わら半紙

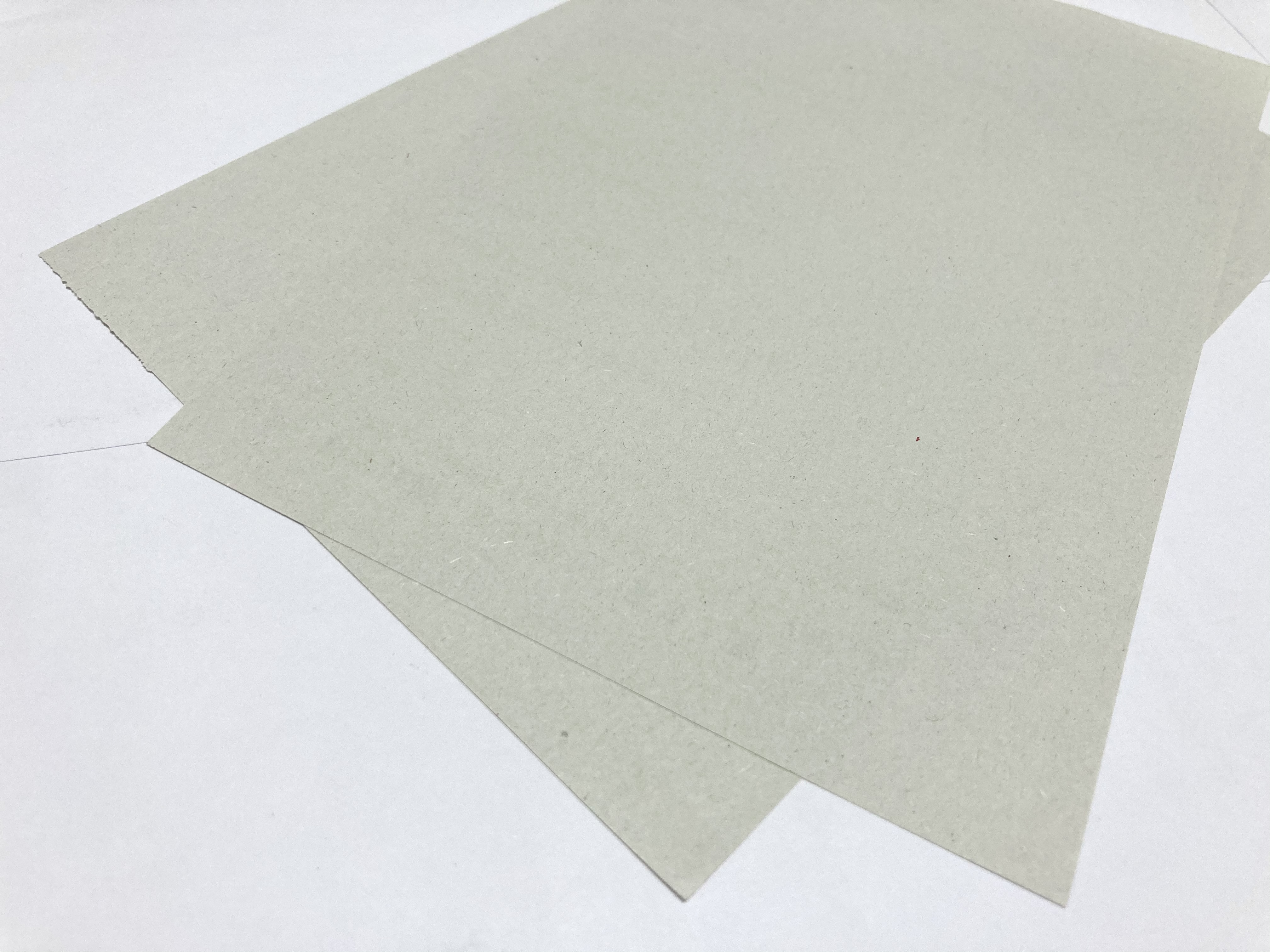
わら半紙

わら半紙（わらばんし、藁半紙）は、明治時代初期の日本において木綿ウエスやわらを原料に生産された半紙判の洋紙、または現代において下級印刷用紙に分類される更紙（ざらがみ、ざらし）類を示す呼び名である。「更半紙（ざらばんし）」「洋半紙（ようばんし）」とも呼ばれる。

## 概要
洋紙の国産化を目指して設立された東京府北豊島郡王子村（現：東京都北区王子）の「製紙会社」（のち王子製紙株式会社）が、1882年、操業開始にあたって木綿のウエスとわらを原料に生産を始めた日本特有の洋紙である。名称の由来となったわらは、生産開始数年後の1889年ごろには木材パルプに切り替えられて使われなくなり、以降は、戦前から戦中、戦後を通じ、洋紙の製紙原料として実際にわらが用いられたという記録は存在しない。
現在は、主に木材パルプと古紙が配合の大部分を占め、晒化学パルプの配合率が40%以下である下級印刷用紙（白上更紙、上更紙、更紙、ラフ更紙）を示す名称として一般的に用いられている。

## 性質
リグニンを除去していないため上質紙に比べ比較的短期間で黄色く変色し、長期間の保存にはあまり適さない。更紙の場合、明灰色で白色度50%前後、密度は0.6g/cm3、坪量は米坪48g/m2（厚さ0.06mm相当）程度で、軽量化以前のかつての新聞巻取紙の規格に近い。

## 現状
わら半紙は安価な洋紙として日本国内に広く普及し、1960年までは消費者物価指数の調査対象品目にもなっていた。調査対象品目から外れて以降も、主に学校や企業、官公庁などにおいて、謄写ファックス印刷を含む謄写版印刷用途に長く用いられた。
しかし、1990年代に入り事務作業のOA化が進むと、PPC複写機で紙詰まりを起こしやすいことから、その地位を上質紙に取って代わられ、製紙会社の受注量も減少した。現在ではコスト面における優位性も逆転しており、一般向け商品として取り扱う小売店は少なくなっている。

## 和紙のわら半紙
洋紙として生産された「わら半紙」とは別に、稲わらを原料とした漉き紙(和紙)を「わら半紙」と呼ぶ場合がある。奈良時代の『正倉院文書』には紙質不明ながら原料別に細かく分類したと推定されている複数の紙名が記されており、そのうち「藁葉紙（）」は、わらの繊維をコウゾなどに混ぜて特徴を出させたものと考えられている。現在でも鳥取県因州和紙協同組合（鳥取市）などが、主に書道用紙としてわらを原料に漉いた製品を生産している。